# Нижние Соколы
Ни́жние Со́колы — деревня в Асиновском районе Томской области, Россия. Входит в состав Новиковского сельского поселения.

## География
Деревня находится на берегу реки Итатка, на железнодорожной ветке Томск — Асино возле платформы «153 км», на расстоянии 23 км к юго-западу от города Асино, административного центра района.

## История
Основана в 1911 году. В 1926 году состояла из 56 хозяйств, основное население — русские. В административном отношении деревня входила в состав Вороно-Пашинского сельсовета Ново-Кусковского района Томского округа Сибирского края.

## Население
| 1926 | 1939 | 1959 | 1970 | 1979 | 1989 | 2002 |
| ---- | ---- | ---- | ---- | ---- | ---- | ---- |
| 326  | ↗364 | ↘345 | ↗395 | ↘313 | ↘228 | ↘202 |
| 2010 | 2012 | 2013 | 2014 | 2015 | 2019 | 2021 |
| ↘174 | →174 | ↘171 | ↗174 | ↘169 | ↘160 | ↘136 |

## Инфраструктура
В посёлке работают компания, занимающаяся разведением льна, фельдшерско-акушерский пункт и сельпо.